# Múrom
Múrom (en ruso: Муром, en nórdico antiguo: Moramar) es una ciudad de la óblast de Vladímir en Rusia. Se localiza en la orilla izquierda del río Oká, a unos 300 km al este de Moscú.

## Deporte
- El FC Murom es club fundado en el 2014, actualmente compite en la FNL

## Galería

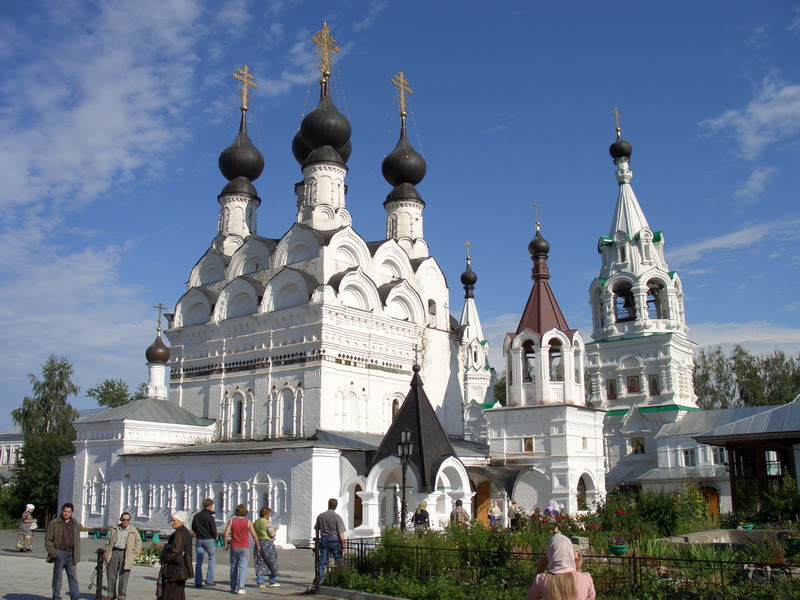
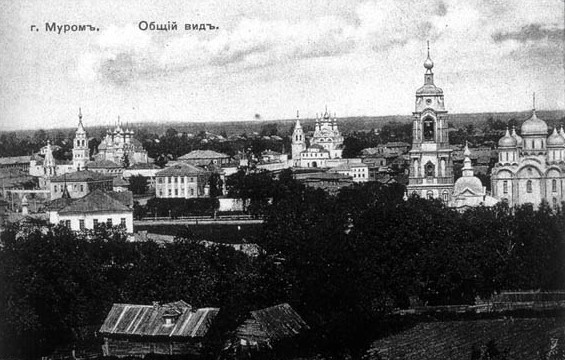
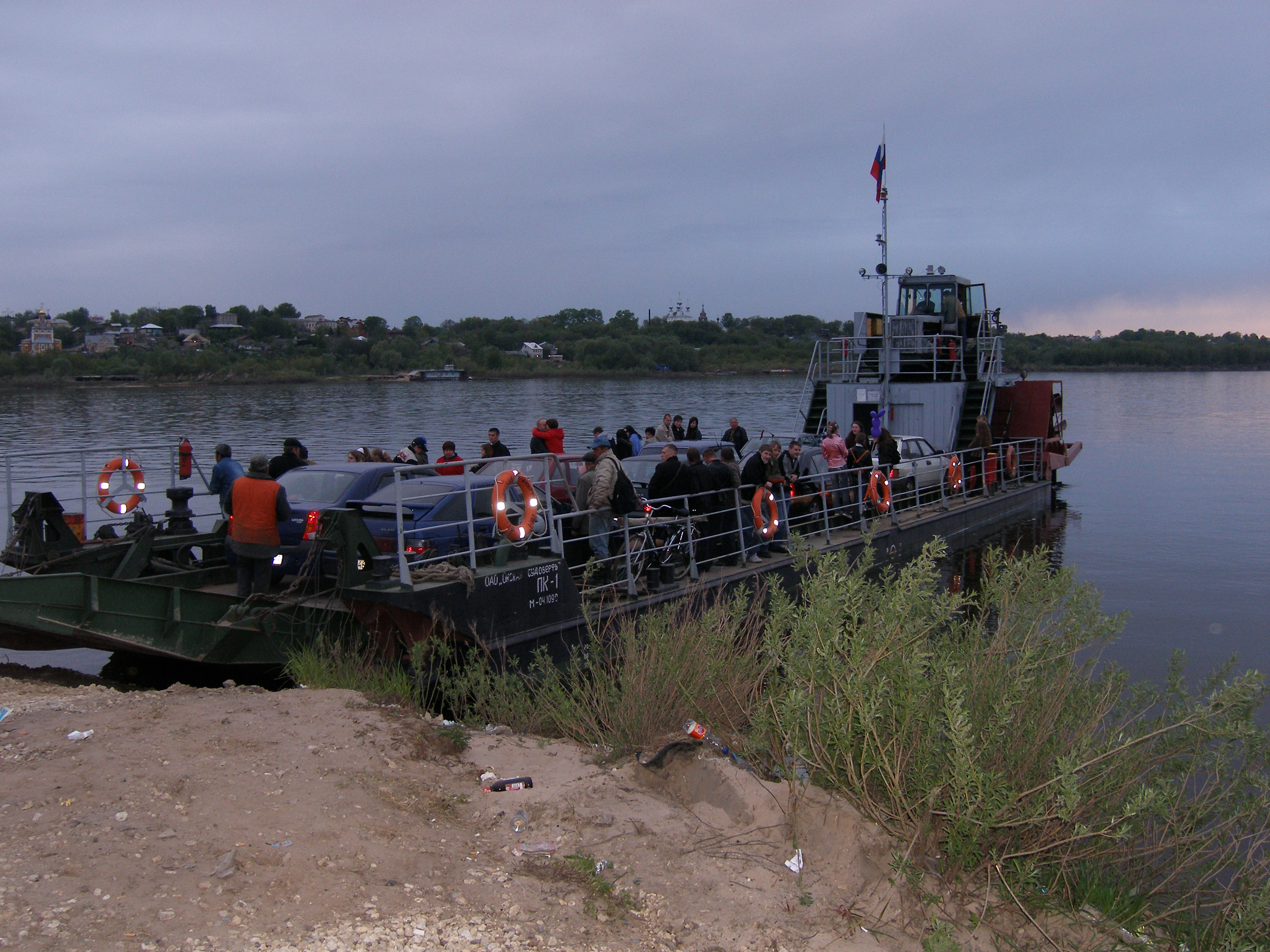
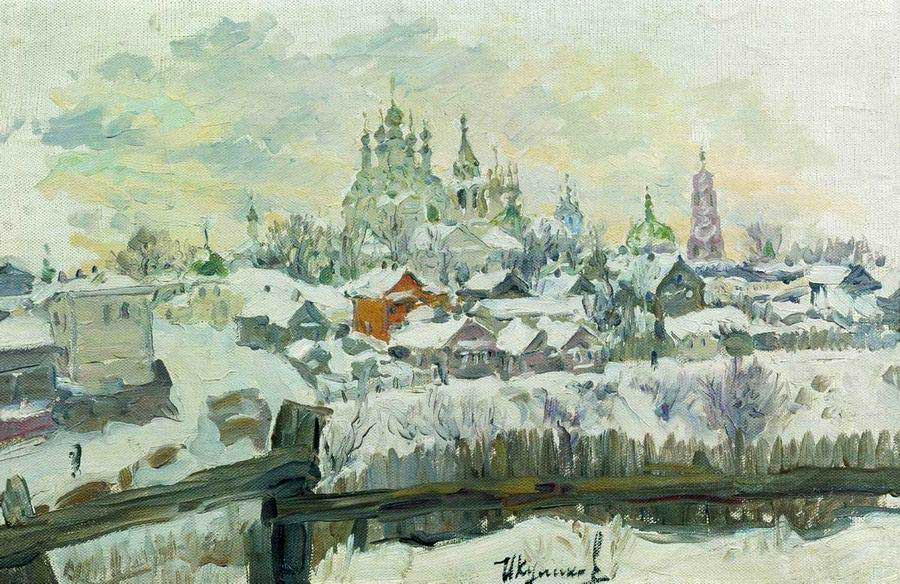

- Datos: Q162677
- Multimedia: Murom / Q162677